# Citrus neocaledonica
Citrus neocaledonica, comúnmente conocido como falso naranjo, es un arbusto perteneciente al género Citrus, dentro de la familia de las rutáceas. Es endémica de Nueva Caledonia.

## Descripción
El falso naranjo es un arbusto sin espinas de 1 m de altura, con hojas extremadamente duras y nerviación saliente, como si se tratase de las venas de la mano. El pecíolo está  articulado con la hoja y débilmente alado. La corteza tiene una fragancia agradable como a frutas tropicales.
La flor, de color blanquecino, es solitaria en el extremo de los brotes jóvenes, con los estambres más o menos unidos en haces.
El fruto es oblongo, a veces curvado y puntiagudo, con nervaduras superficiales, con alrededor de 7 segmentos, que contienen semillas grandes con un único embrión muy duro. 

## Distribución y hábitat
Es endémica de Nueva Caledonia y crece principalmente en el bioma tropical húmedo.

## Taxonomía
Citrus neocaledonica fue descrito por el botánico francés André Guillaumin y publicada por primera vez en la revista científica Notulae Systematicae. Herbier du Museum (Paris) 2: 129, 406 en 1913.
Etimología
- Citrus: nombre genérico que proviene del latín citrus, que se refiere a los árboles y arbustos que producen frutas cítricas, como limones, naranjas y limas. El término citrus tiene sus raíces en el griego antiguo κίτρον (kítron), que significa 'cítricos' o 'fruto de cítricos'
- neocaledonica: epíteto geográfico que hace referencia a Nueva Caledonia, un archipiélago en el suroeste del Pacífico donde se encuentra la especie.[3]

## Estado de conservación
En la Lista Roja de Especies Amenazadas de la UICN, la especie está clasificada como “En Peligro (EN)”, debido a su escasa presencia y a su área de distribución tan reducida.

## Galería

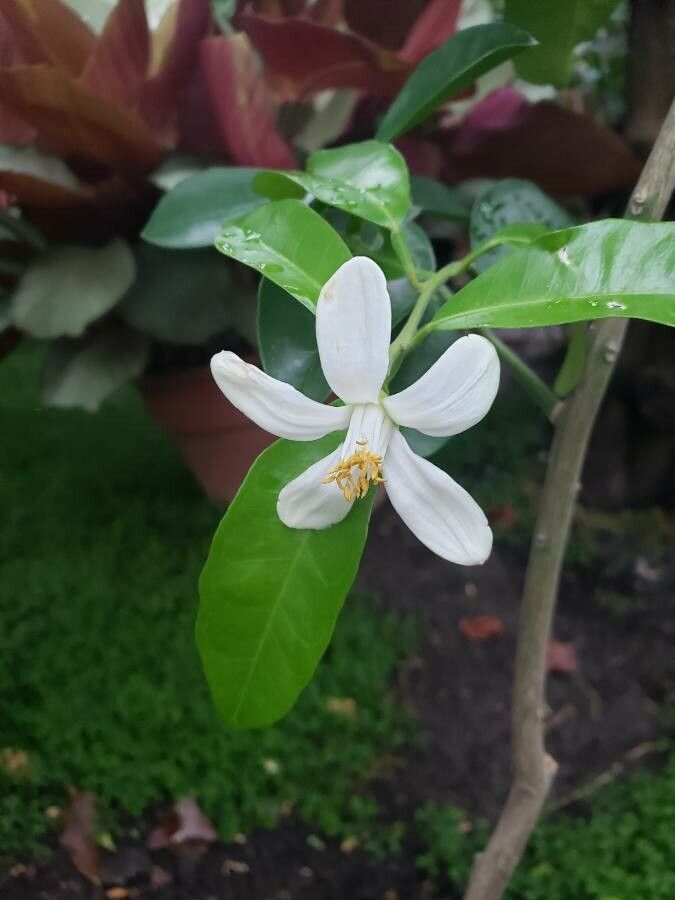
Flor
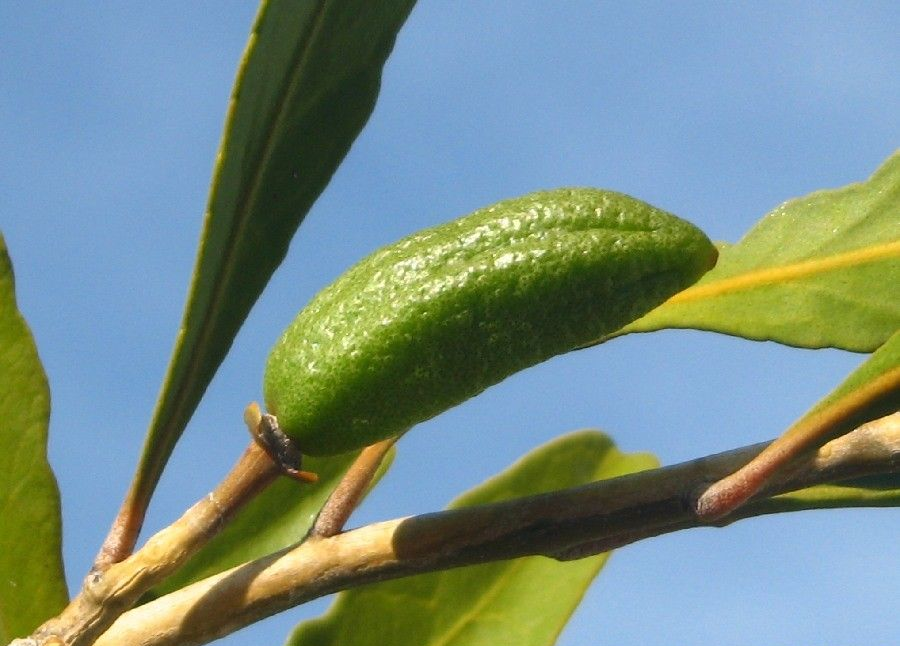
Fruto en formación
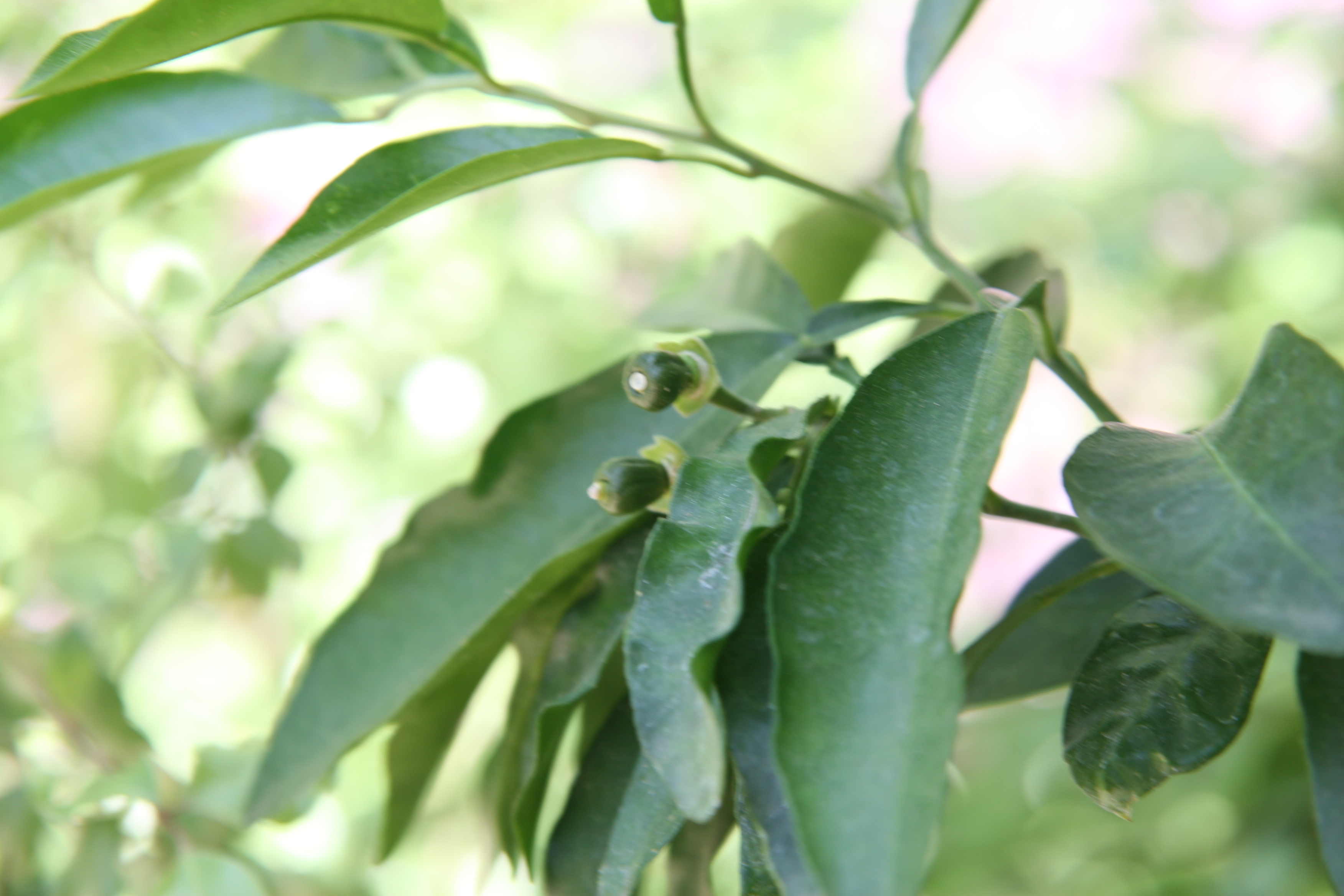
Flores fecundadas
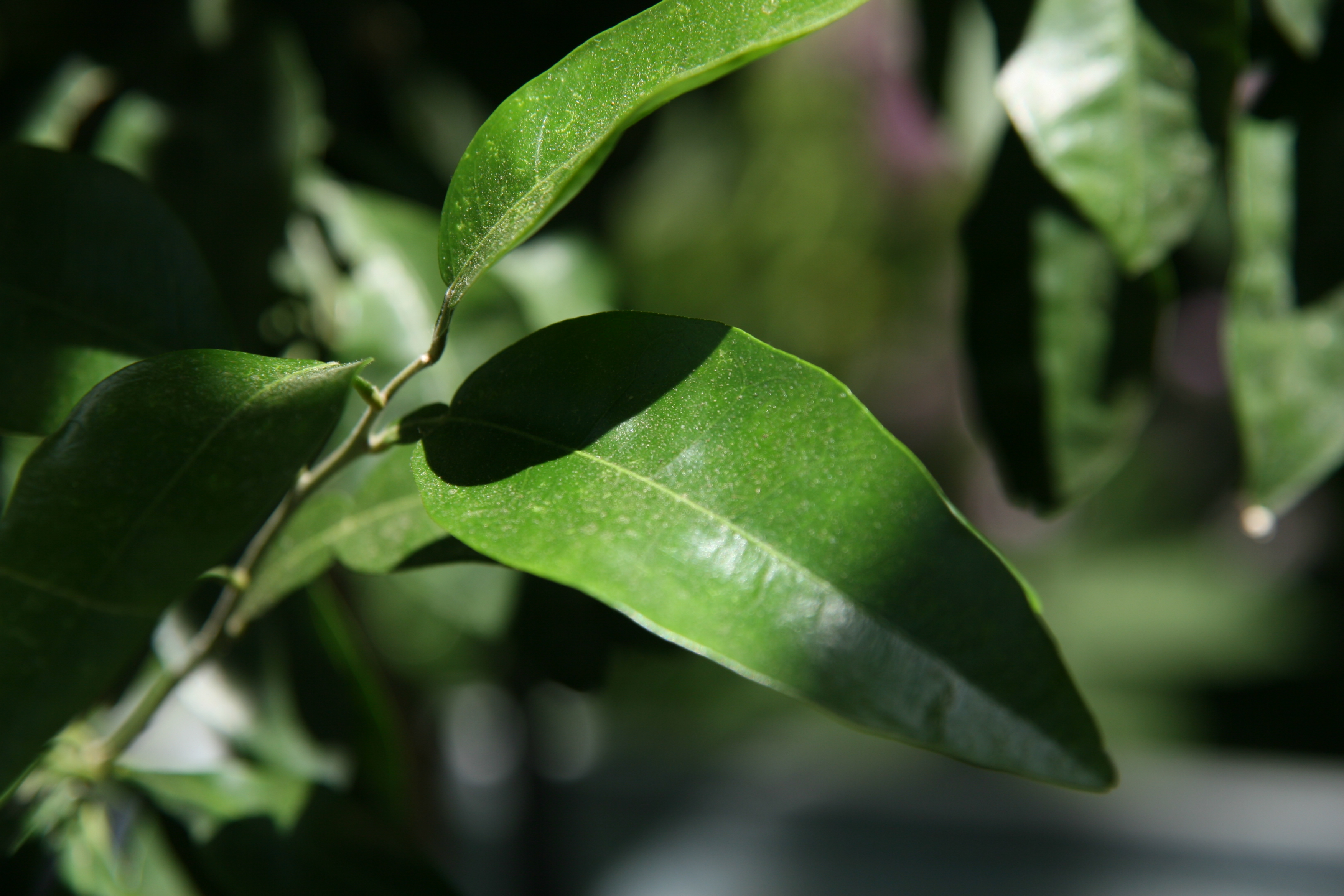
Detalle de las hojas